# Ghardaïa (provins)
Provinsen Ghardaïaغرداية (arabisk: غرداية) er en af Algeriets 48 provinser. Administrationscenteret er byen Ghardaïa.
32°29′N 3°40′Ø / 32.48°N 3.67°Ø